# Lozove, Polohî
Lozove (în ucraineană Лозове) este un sat în comuna Kinski Rozdorî din raionul Polohî, regiunea Zaporijjea, Ucraina.

## Demografie
Componența lingvistică a localității Lozove
     Ucraineană (94,29%)
     Rusă (5,71%)
Conform recensământului din 2001, majoritatea populației localității Lozove era vorbitoare de ucraineană (94,29%), existând în minoritate și vorbitori de rusă (5,71%).